# Balamber
Balamir (Balamir, Balamur) je bio vladar Huna. Spomenuo ga je Jordanes u svojoj Getici (oko 550.). Jordanes ga je jednostavno nazvao "kraljem Huna" (rex Hunnorum) pri čemu je naveo da je Balamir slomio kraljevstvo Ostrogota 370. godine, ustvari negdje između 370.:str 414. i najvjerojatnije 376. godine.:str. 248., 253.